# Androcymbium walteri
Androcymbium walteri är en tidlöseväxtart som beskrevs av Pedrola, Membrives och Josep Maria Montserrat-Marti. Androcymbium walteri ingår i släktet Androcymbium och familjen tidlöseväxter. Inga underarter finns listade i Catalogue of Life.